# Membres de la Société royale du Canada, par ordre alphabétique E
| Nom                | Année | Occupation |
| ------------------ | ----- | ---------- |
| Morris Eagle       | 1991  |            |
| Geoffrey Eales     | 1988  |            |
| David Easton       | 1976  |            |
| Connie Eaves       | 1994  |            |
| James Eayrs        | 1965  |            |
| John Edwards       | 2000  |            |
| O Edwards          | 1959  |            |
| Kieran Egan        | 1993  |            |
| Peter Egelstaff    | 1980  |            |
| Eric Eich          | 2003  |            |
| Margrit Eichler    | 1994  |            |
| Hans Eichner       | 1967  |            |
| Adi Eisenberg      | 2004  |            |
| M Elizabeth Cannon | 2004  |            |
| George Elliott     | 1982  |            |
| Keith Ellis        | 1989  |            |
| Mohamed Elmasry    | 1998  |            |
| Tony Embleton      | 1978  |            |
| David Embury       | 1991  |            |
| John English       | 1991  |            |
| James Enns         | 2002  |            |
| Richard Ericson    | 1987  |            |
| Bernard Etkin      | 1970  |            |
| James Evans        | 1992  |            |
| John Evans         | 1989  |            |
| Michael Evans      | 2005  |            |
| Robert Evans       | 2000  |            |
| Wayne Evans        | 1989  |            |
| George Ewan        | 1975  |            |
| John Eyles         | 2001  |            |